# Joseph Marie Ndi-Okalla
Joseph Marie Ndi-Okalla (* 21. November 1957 in Douala, Kamerun) ist ein kamerunischer Geistlicher und römisch-katholischer Bischof von Mbalmayo.

## Leben
Joseph Marie Ndi-Okalla studierte Philosophie und Katholische Theologie am Priesterseminar in Nkolbison und am Séminaire des Carmes des Institut Catholique de Paris. Er empfing am 13. August 1983 durch den Bischof von Mbalmayo, Paul Etoga, das Sakrament der Priesterweihe.
Anschließend studierte Ndi-Okalla Geschichte und Zivilisation an der Universität Paris-Sorbonne (Paris IV) und am Institut Catholique de Paris, wo er 1984 den Master im Fach Biblische Theologie erwarb. 1987 wurde Joseph Marie Ndi-Okalla an der Rheinischen Friedrich-Wilhelms-Universität Bonn zum Doktor der Theologie im Fach Dogmatik promoviert. Außerdem studierte er Missionswissenschaften an der Philosophisch-Theologischen Hochschule SVD St. Augustin. Danach war Ndi-Okalla als Pfarrvikar in der Pfarrei St. Germain-des-Prés tätig. 2007 war Joseph Marie Ndi-Okalla Gastprofessor an der Universität Wien. Von 2008 bis 2011 war er Studienkoordinator am Priesterseminar in Yaoundé. Zudem war er von 2009 bis 2011 Pfarrvikar in der Pfarrei Sacré-Cœur de Mokolo in Yaoundé. 2009 nahm Joseph Marie Ndi-Okalla als Berater an der zweiten Sonderversammlung der Bischofssynode für Afrika in Rom teil. 2011 wurde Ndi-Okalla Vizerektor der Université Catholique d’Afrique Centrale in Yaoundé und Sekretär der Kommission für die Glaubenslehre der Bischofskonferenz von Kamerun.
Am 27. Dezember 2016 ernannte ihn Papst Franziskus zum Bischof von Mbalmayo. Der Apostolische Nuntius in Kamerun, Erzbischof Piero Pioppo, spendete ihm am 28. Februar des folgenden Jahres die Bischofsweihe. Mitkonsekratoren waren sein Amtsvorgänger Adalbert Ndzana und Jean-Marc Aveline, Weihbischof in Marseille.